# Liberalny feminizm
Liberalny feminizm – najstarszy i najszerszy nurt ruchu feministycznego. Feminizm liberalny dąży do emancypacji kobiet poprzez zreformowanie społeczeństwa, przede wszystkim zaś przez zmiany w prawie, działalność polityczną czy zmiany mentalności.

## Korzenie
Zasadniczo liberalny charakter miała pierwsza fala feminizmu, nastawiona na przyznanie równych praw kobietom. Liberalny charakter miały również wczesne prace teoretyczne czy manifesty feministyczne, np. Wołanie o prawa kobiety Mary Wollstonecraft z 1789 r. Kobieta jest tam przedstawiona jako istota racjonalna na równi z mężczyzną, tylko że pozbawiona dostępu do edukacji i wykluczona ze sfery publicznej. Za inną klasyczną pracę wczesnego liberalnego feminizmu uznaje się Poddaństwo kobiet Johna Stuarta Milla z 1869 r.
Żądania pierwszofalowych feministek liberalnych dotyczyły przede wszystkim zmian w prawie dotyczącym małżeństwa, własności, edukacji, pracy i praw wyborczych. Po osiągnięciu swoich celów na początku XX wieku, feminizm pierwszej fali znacząco osłabł.
Wydana w 1963 roku Mistyka kobiecości Amerykanki Betty Friedan stała się jedną z czołowych prac powstającego feminizmu drugiej fali, a jednocześnie współczesnym opracowaniem postulatów feminizmu liberalnego. Jednocześnie doszło do wyodrębnienia się radykalnego nurtu feminizmu, którego działaczki uznały program liberalny za nieskuteczny, a nawet szkodliwy. Przeciwstawiały się jego reformizmowi, dążyły do całościowej przemiany społeczeństwa i rozszerzyły obszar walki o prawa kobiet na sferę prywatną, kulturę i wszystkie struktury społeczne. Z kolei liberalne feministki uważały program radykalny za zbyt daleko idący i szkodliwy dla kobiet i ruchu feministycznego. Feminizm liberalny, w przeciwieństwie do radykalnego, przystaje na tradycyjne rozróżnienie sfery prywatnej i publicznej. Działając w sferze publicznej dąży do sukcesu politycznego i zmian systemu prawnego. Był on związany ze środowiskami prawicowymi i należały do niego przede wszystkim starsze działaczki różnych organizacji kobiecych, starających się o zmianę sytuacji kobiet w ramach istniejącego systemu społecznego. Ich działalność przyczyniła się do znacznego rozwoju ustawodawstwa dotyczącego równości w miejscu pracy.

## Krytyka i spuścizna

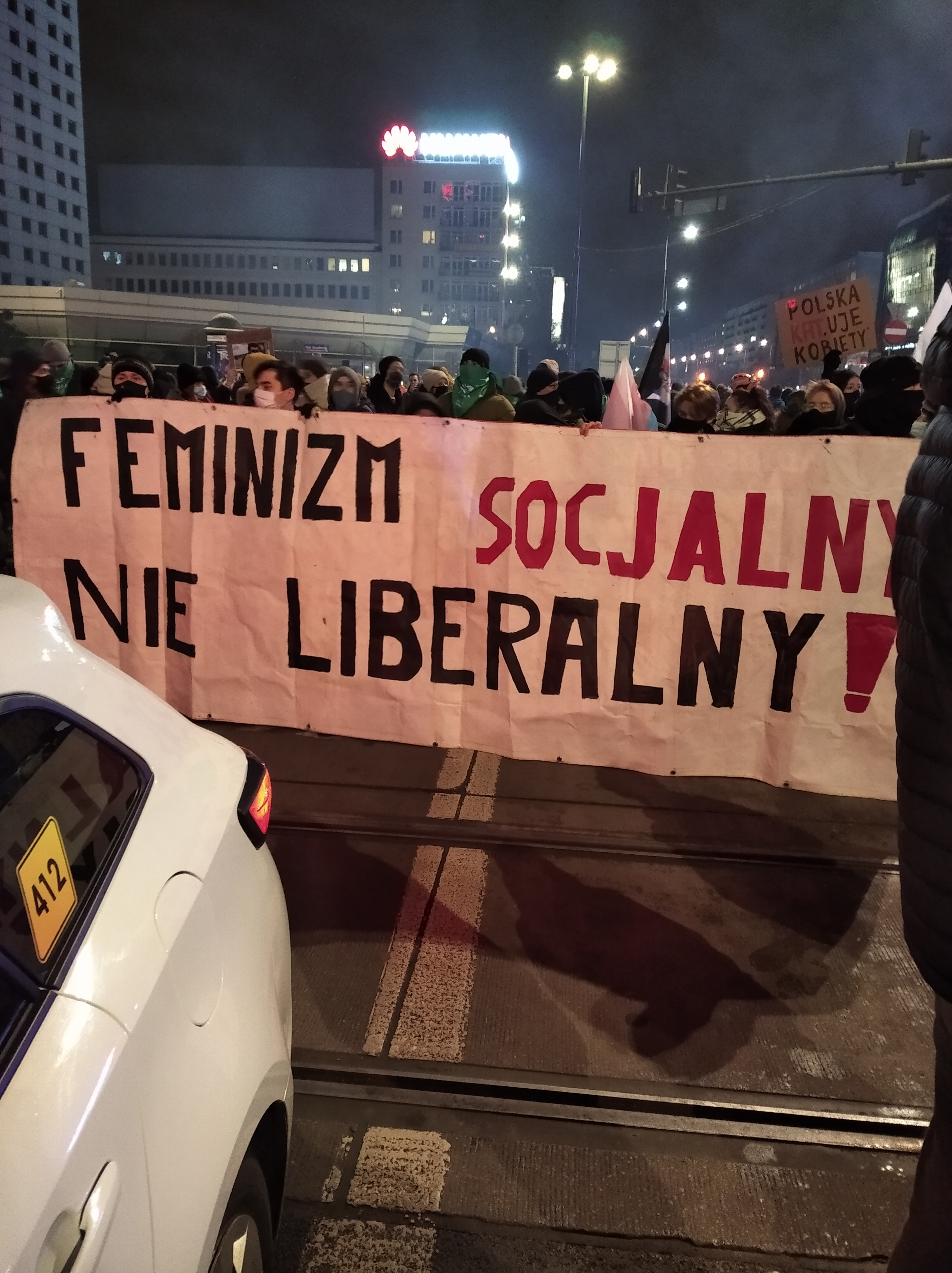
Transparent na manifestacji Strajku Kobiet niesiony w dniu 29 stycznia 2021.

Liberalny feminizm jest krytykowany za swoją powierzchowność i skupienie się na formalnych gwarancjach równości. Jak wskazują przedstawicielki innych nurtów (feminizmu marksistowskiego, czarnego czy kulturowego), nie dostrzega on głębszych przyczyn opresji, mogących wynikać np. z podziałów rasowych czy klasowych, czy dotyczących konstrukcji płci kulturowej. Feminizm liberalny opiera się na indywidualistycznej koncepcji jednostki, która jest racjonalna i autonomiczna. Stara się więc upodobnić kobiety do męskiego pierwowzoru, nie zastanawiając się, czy jest to możliwe i pożądane z ich punktu widzenia.
Za spadkobierców liberalnego feminizmu pierwszej fali uważają się przedstawiciele feminizmu indywidualistycznego.

## Organizacje
Największą organizacją tego nurtu jest amerykańska National Organization for Women (NOW), współzałożycielką której była Betty Friedan. NOW, z początku domagająca się reform prawnych i systemu edukacji, z czasem dodała postulaty o prawie kobiet do aborcji i równouprawnienie osób homoseksualnych.

### Inne organizacje
- The National Women's Political Caucus – założona w 1971 przez ponad trzysta kobiet, wśród których były takie osoby jak: Shirley Chisholm, Bella Abzug, Dorothy Height, Gloria Steinem, Jill Ruckelshaus, Betty Friedan czy Eleanor Holmes Norton[8][9].
- Women's Equity Action League – założona w 1968 i rozwiązana w 1989[10].
- Feminist Majority Foundation[11]

Popularnym magazynem wśród liberalnych feministek jest założony w 1971 przez Glorie Steinem Ms..